# のらんけバス

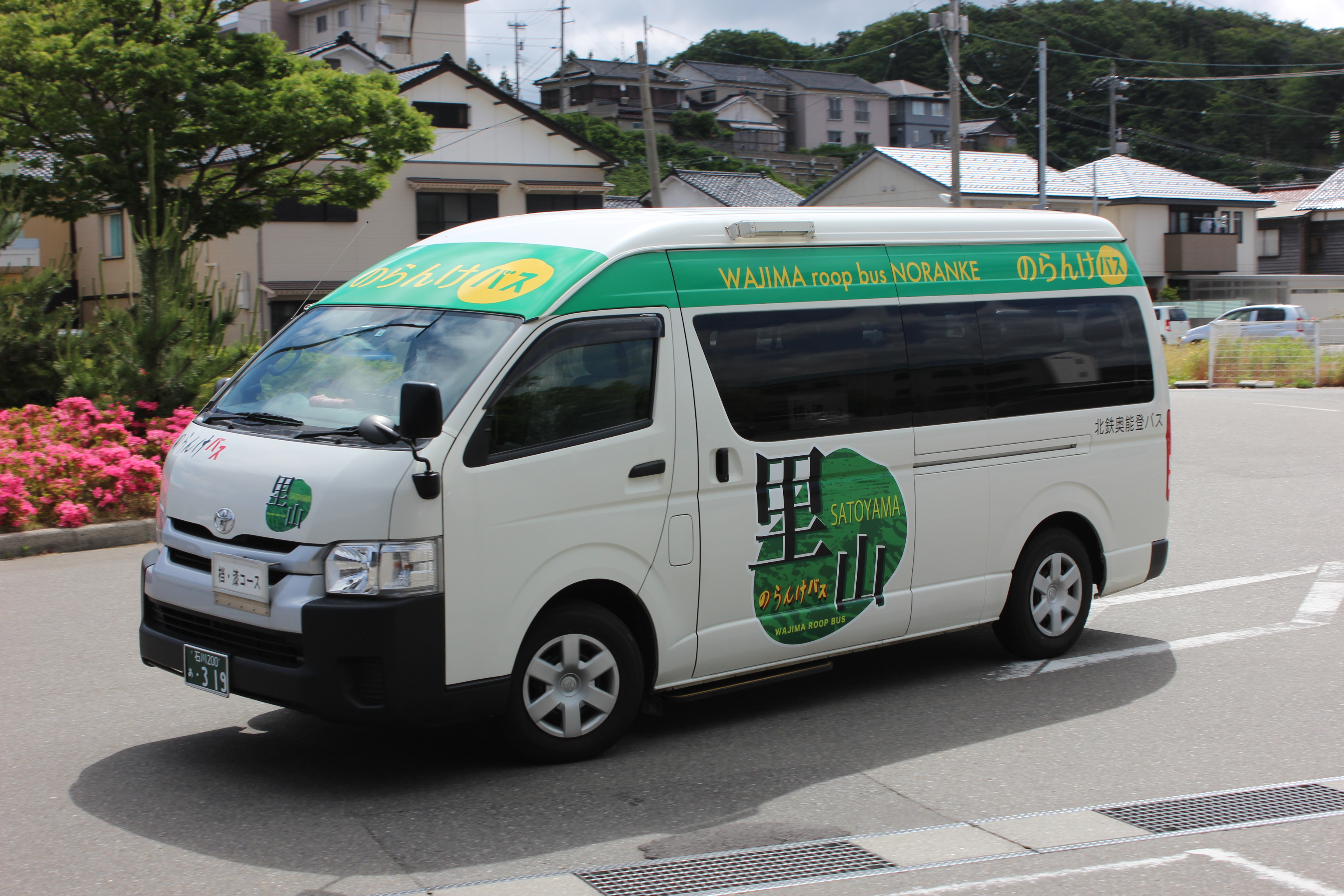
のらんけバス（里山デザイン）

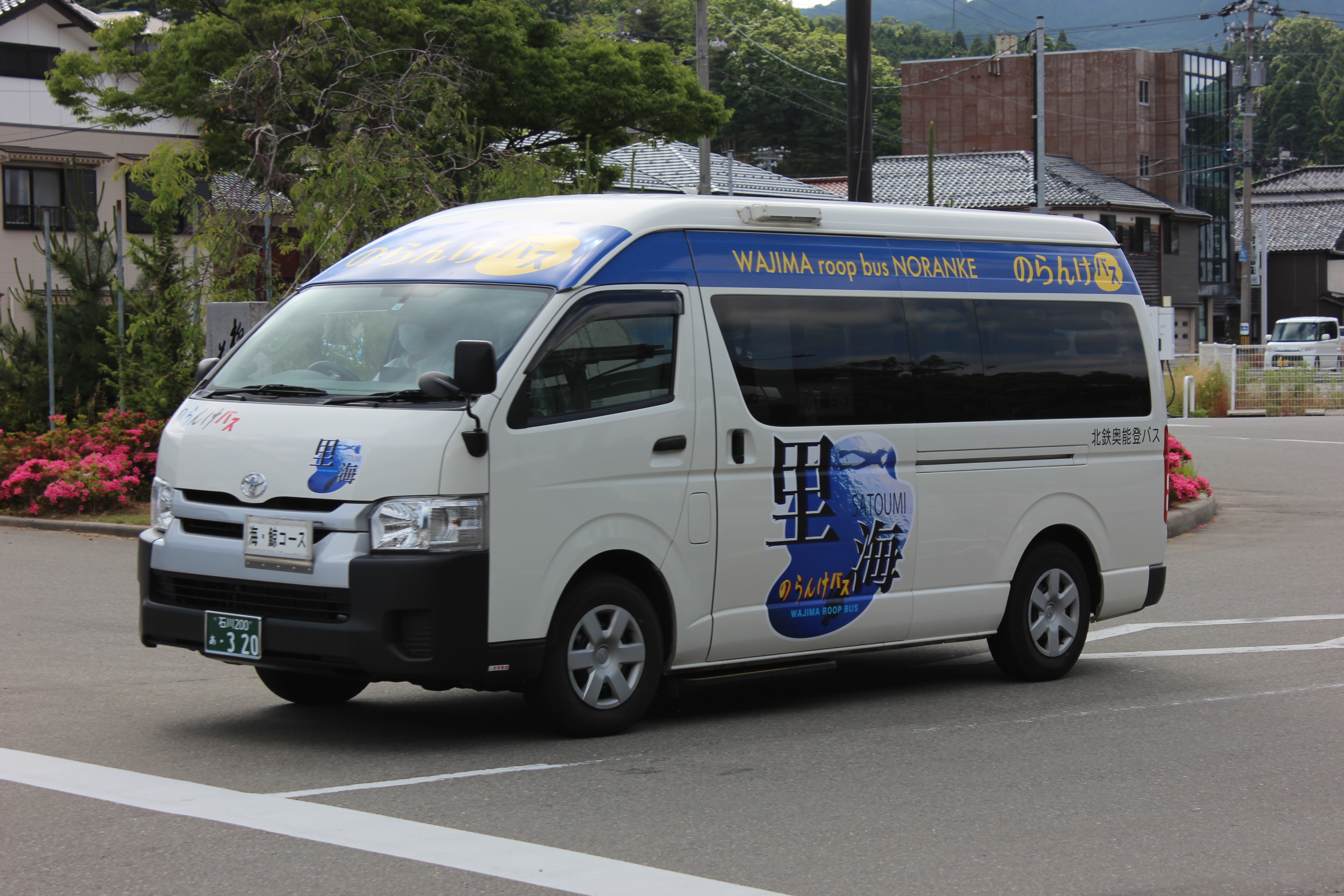
のらんけバス（里海デザイン）

のらんけバスは、石川県輪島市で運行されているコミュニティバスである。輪島市が北鉄奥能登バスに運行を委託している。

## 概要
2001年（平成13年）4月1日に運行を開始した市内循環型のコミュニティバスで、旧輪島駅（道の駅輪島）を発着点としている。バスの名称となっている「のらんけ」には、方言である能登弁の「乗って行かない?」という意味が込められている。
のらんけバスを運用開始した背景には、主に市街地の活性化や交通弱者である高齢者の外出機会の増加を目的としており、観光客や高齢者に利用しやすい運賃・時間帯が設定されている。停留所には輪島塗の椀のイラストが採用されている。
運賃は100円均一で4コースが設定されている。また、2002年（平成14年）からは城兼団地と市立輪島病院を1日1往復する城兼コースの運行を開始した。
運用開始当初は能登中央バスが受託していたが、グループ会社の再編に伴い2008年（平成20年）より現在の北鉄奥能登バスに変更となっている。

## 運行ルート
主要停留所を記載。
海コース
- 輪島駅前 → 輪島警察署前 → 市役所 → 漆芸美術館 → 袖ヶ浜海水浴場 → へぐら航路前 → 大町朝市口（午前）・朝市通り（午後） → 輪島キリコ会館（マリンタウン） → 輪島駅前

鯨コース
- 輪島駅前 → 輪島警察署前 → 輪島病院 → 市役所 → 保健所前 → 中央通りまんなか商店街 → 輪島駅前

档（あて）コース
- 輪島駅前 → 総合運動公園 → 大町朝市口（午前）・朝市通り（午後） → 新橋まちなみ通り → 市役所 → 輪島病院 → 輪島高校前 → 輪島駅前

漆コース
- 輪島駅前 → 中央通りまんなか商店街 → 測候所前 → 市役所 → 輪島病院 → 輪島警察署前 → 輪島駅前

城兼（しろがね）コース
- 城兼団地 - 久手川団地 - 輪島駅前 - 輪島病院

## 運行時間・本数
海・鯨・档・漆各コース
運行本数は1日6本。平日・休日とも同一ダイヤで運行されている。運行開始当初から2017年（平成29年）のダイヤ改正までは1日8本、2017年（平成29年）から2022年（令和4年）のダイヤ改正までは1日7本となっていた。
- 運行時間（始発・終発、いずれも輪島駅前発）
  - 海コース・档コース：8:00・16:00
  - 鯨コース：8:40・16:40
  - 漆コース：8:35・16:40

城兼コース
運行本数は平日の1日1往復のみ。日曜日・祝日、ならびに年末年始（12月29日から1月3日まで）は運休となる。
- 運行時間：城兼団地発8:25、輪島病院発12:00

## 車両・運用

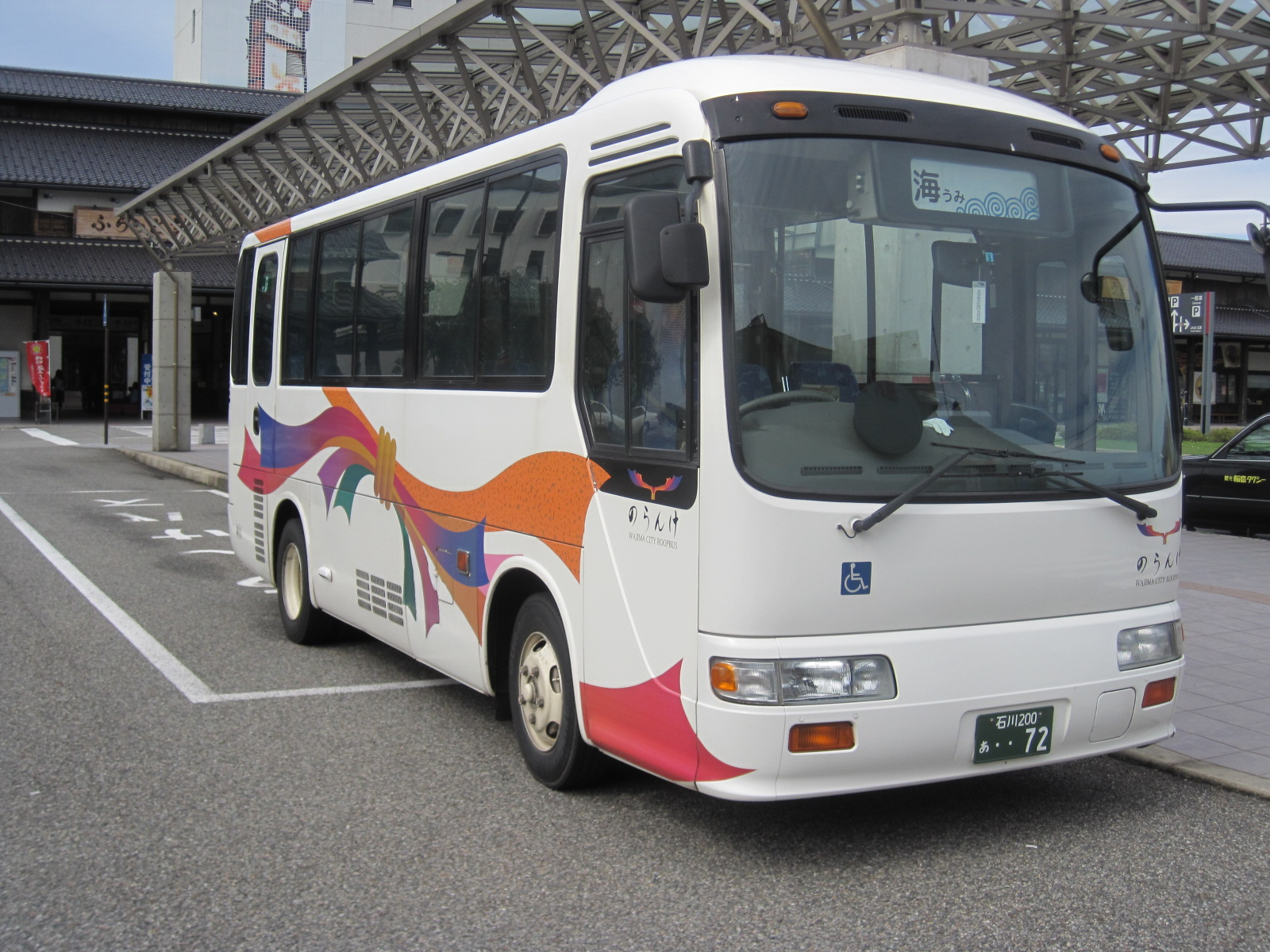
旧車両（熨斗をイメージしたデザイン）

当初、北鉄奥能登バス所属の日野・リエッセが運用された。運用開始当初は熨斗・蒔絵をイメージした車両デザインで、後に永井豪のイラストが描かれたデザインも使用された。
2017年（平成29年）のダイヤ改正時にトヨタ・ハイエースに更新。「里山」「里海」がデザインされた車両2台が運行されている。また、海・鯨両コースおよび档・漆各コースは交互に運行する形を採用している。